# Fokker F50
Pour les articles homonymes, voir F50 et F60.
Dimensions
Le Fokker F50 est un avion de ligne à turbopropulseurs successeur du populaire Fokker F27, dont il est un dérivé modernisé. Le Fokker F60 est la version cargo du F50. Les deux modèles furent développés et construits par Fokker aux Pays-Bas. Le F60 a aussi été utilisé dans l’armée de l’air royale néerlandaise et est maintenant en service dans l'aviation navale péruvienne.
L'appareil fut construit à 213 exemplaires.

## Développement

### Fokker F50

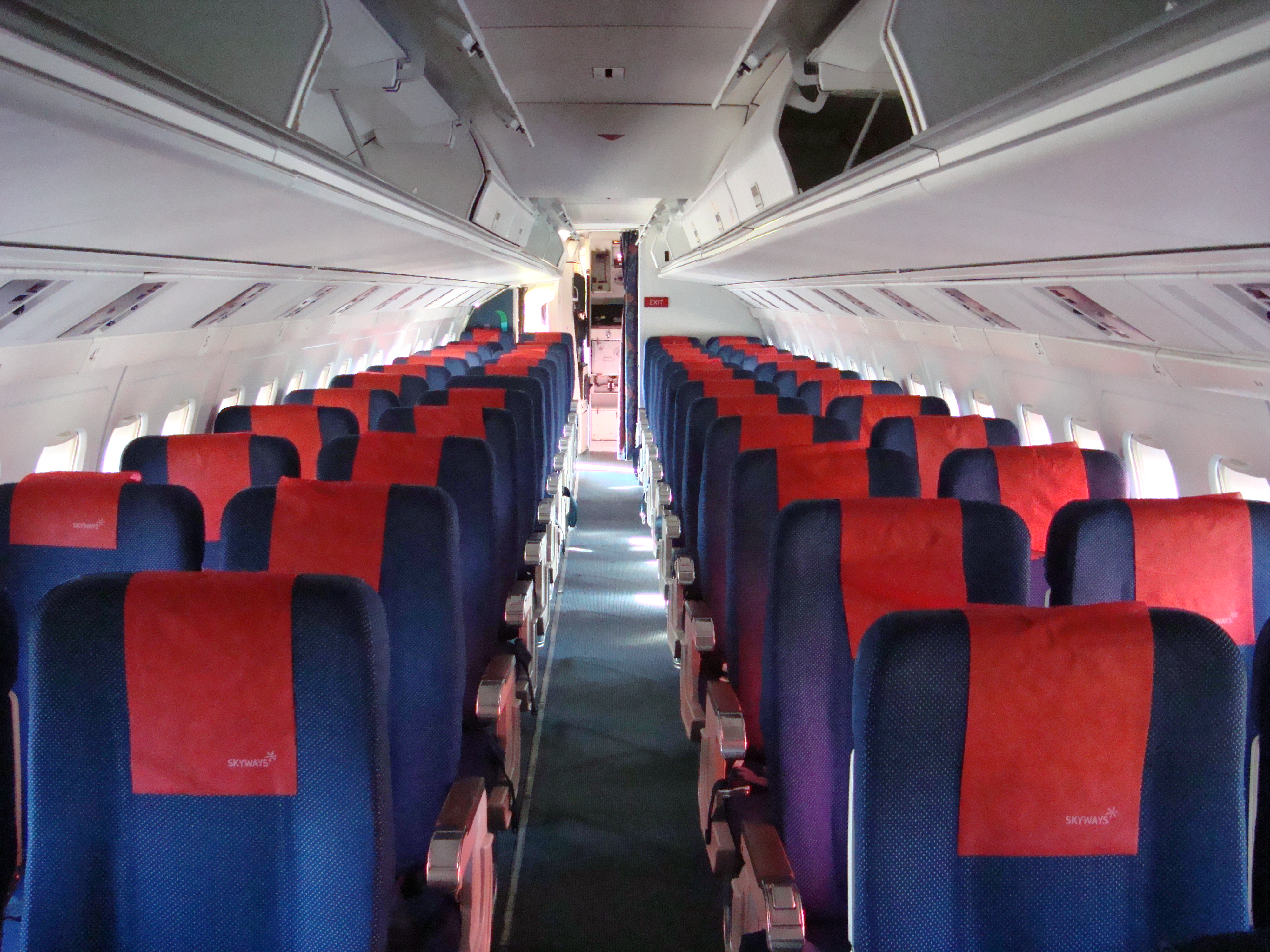
Intérieur d'un Fokker F50 de Skywest Express.

Le Fokker F50 a été développé après que les ventes du Fokker F27, en production continuelle depuis 1958, ont commencé à décliner dans les années 1980. La direction de Fokker décida de produire un dérivé des F27 et F28 avec une aérodynamique et une avionique modernisées. Le développement du F50 commença en 1983 avec DLT et Ansett Australia comme compagnies de lancement.
Fokker construisit deux prototypes dérivés d’une cellule du F27 dont le premier vola la première fois le 28 décembre 1985. La certification du F50 par les autorités aériennes néerlandaises a été obtenue en 1987 et le premier appareil construit fut livré à la compagnie allemande DLT. La production s’arrêta en 1996 après la faillite de Fokker, le dernier appareil fut livré l’année suivante. À la fin du programme, 213 F50 avaient été produits. En août 2006, un total de 171 F50 étaient encore en service. Les principales compagnies comprenaient : Avianca (10), Denim Air (12), Skywest Express (18) et VLM Airlines (20). 27 autres compagnies en utilisaient alors également.

### Fokker F60
Le Fokker F60 est une version rallongée d’1,62 m du Fokker F50 pour une longueur totale de 26,87 m. Il possède une porte cargo du côté droit immédiatement derrière le cockpit. Seulement quatre exemplaires furent construits, tous destinés au 334e escadron de l’armée de l’air royale néerlandaise basé à Eindhoven. Ils furent utilisés pour transporter de l’équipement, des soldats ou pour le parachutage et l’aérolargage. Soixante autres exemplaires étaient prévus au moment de la faillite de Fokker mais ne furent jamais terminés.
Deux des F60 en service furent convertis en avions de patrouille maritime en 2005, en remplacement des P-3 Orion de la marine royale néerlandaise, retirés du service pour des raisons budgétaires. Ils étaient stationnés à la base aérienne de Hato, sur l’île de Curaçao, dans les anciennes Antilles néerlandaises (aujourd’hui Curaçao est un État autonome au sein du royaume des Pays-Bas), jusqu’à leur remplacement par des DHC-8 en octobre 2007. Quand l’armée de l’air royale néerlandaise a décidé d’acheter deux Lockheed C-130 Hercules supplémentaires, les F60 ont été retirés du service. Les quatre appareils étaient stockés à la base aérienne de Woensdrecht jusqu’à leur vente à l’aviation navale péruvienne. Deux furent livrés le 8 juin 2010 et les deux derniers fin 2010.
Depuis mars 2013, 2 F60 dans leur livrée de l’armée de l’air royale néerlandaise sont visibles à l’aéroport de Lelystad.

## Conception
Le Fokker F50 est basé sur une cellule rallongée de Fokker F27-500, avec des hublots plus petits mais plus nombreux et un train d’atterrissage avant à deux roues. La construction du fuselage, des ailes et de l’empennage est conservée en dehors du renforcement de différentes sections qui le nécessitaient. L’aile a été équipée de saumons, agissant comme des winglets. Les différences majeures avec le F27 sont les moteurs et l’équipement électronique de vol et de gestion des moteurs. Les Rolls-Royce Dart du F27 ont été remplacés par des Pratt & Whitney Canada PW124 de 1 864 kW à 6 pales Dowty Rotol. Le F50 peut transporter 60 passagers sur 2 000 km à une vitesse de croisière de 530 km/h, soit 50 km/h de plus que le F27.

## Variantes

### Fokker F50

#### Fokker F27-050
Vendu comme Fokker F50 (ou parfois Fokker F50-100), il est basé sur le F27-500, avec deux turbopropulseurs Pratt & Whitney Canada PW125B ou 127B à 6 pales. L’instrumentation et les systèmes ont été modernisés, la structure utilise davantage de matériaux composites, le nombre de hublots a été doublé et les systèmes pneumatiques ont laissé place aux systèmes hydrauliques. Furent ajoutés un système électronique de contrôle des turbopropulseurs, des systèmes de visualisation électronique (EFIS) et un système d’alerte intégré.

#### Fokker F27-0502

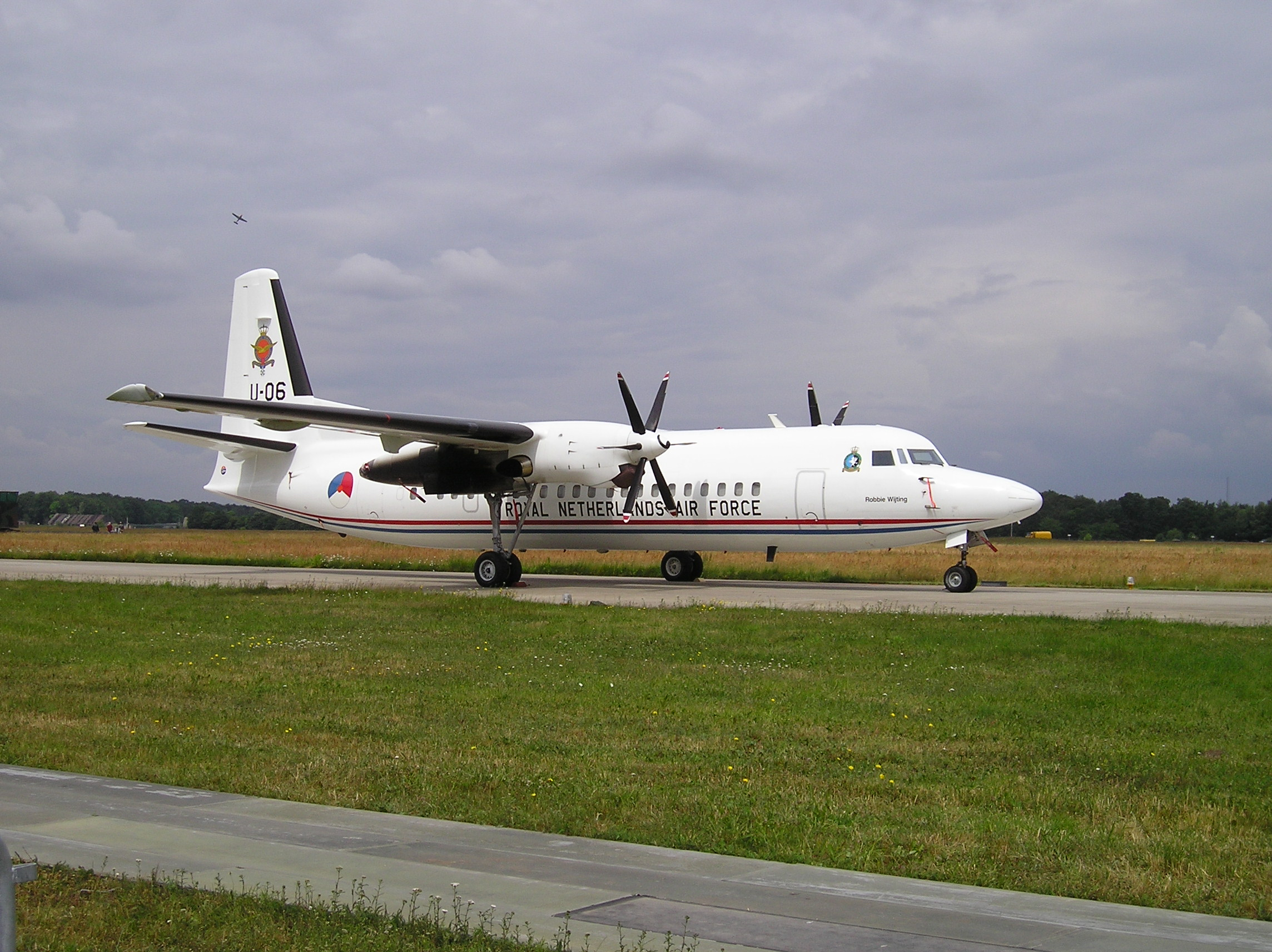
Fokker F50 de l’armée de l’air royale néerlandaise.

Vendu comme Fokker F50, c’est le même appareil que le F27-050 avec un réaménagement de la cabine et une modification des issues de secours à l’arrière. Six furent construits : 2 pour l’armée de l’air royale néerlandaise, 2 pour l’armée de l’air de Singapour (armés de 2 missiles AGM-84D Harpoon et équipés de radar et sonar) et 2 pour Brunei.

### Fokker F60

#### Fokker F27-0604
Vendu comme Fokker F60, c’est le même appareil que le F27-0502 avec un fuselage rallongé, une masse plus élevée et l’ajout d’une porte cargo du côté droit du fuselage. Motorisé par 2 turbopropulseurs Pratt & WhitneyCanada PW127B. 4 construits.

## Opérateurs
En octobre 2012, 124 appareils étaient encore en service.

### Opérateurs civils de Fokker F50
| - Aero Condor (1) - Aero Mongolia (4) - Air Baltic (4) - Air Iceland (6) - Air Panama (2) - Alliance Airlines (6) - Amapola Flyg (en) (12) - Aria Air (2) - Avianca (10) - Avior (6) - Bluebird Aviation (en) (5) - CityJet (15) - Compagnie africaine d'aviation (3, 1 perdu dans un crash le 4 mars 2013) - Denim Air (4) - Feeder Airlines (en) (2) - Indonesia Air Transport (3) | - Insel Air (4) - Iranian Air Transport (4) - Kish Airline (4) - Mid Airlines (en) (3) - Minoan Air (en) (3) - Hunnu Air (3) - MiniLiner (en) (2) - Niger Airlines - Pacific Royale Airways (en) (2) - Palestinian Airlines (2) - Sky Aviation (5) - SonAir (2) - Sudan Airways (3) - TransNusa Air Services (5) - Virgin Australia Regional Airlines (8) - VLM Airlines (11) |

### Opérateurs militaires et gouvernementaux de Fokker F50
Les armées ou gouvernements suivants utilisent le F50 en version passagers ou cargo  :
 Pays-Bas

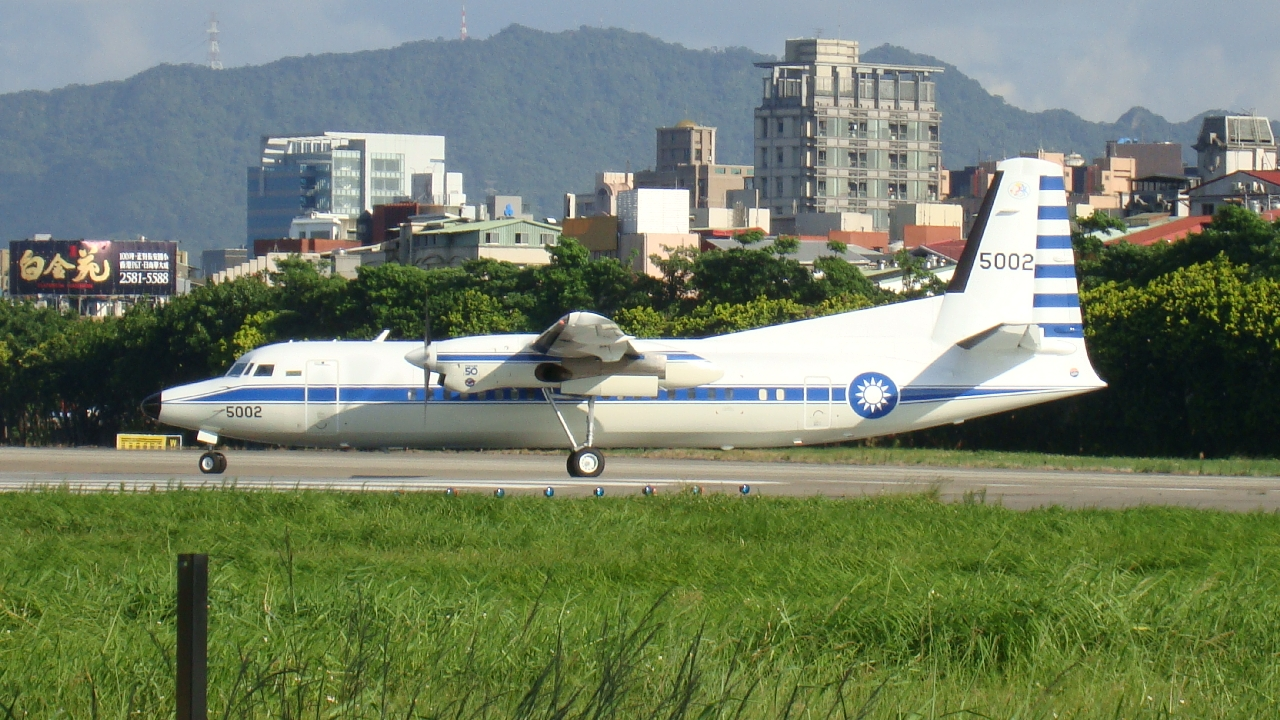
Fokker F50 de transport VIP de l'armée de l'air taïwanaise.

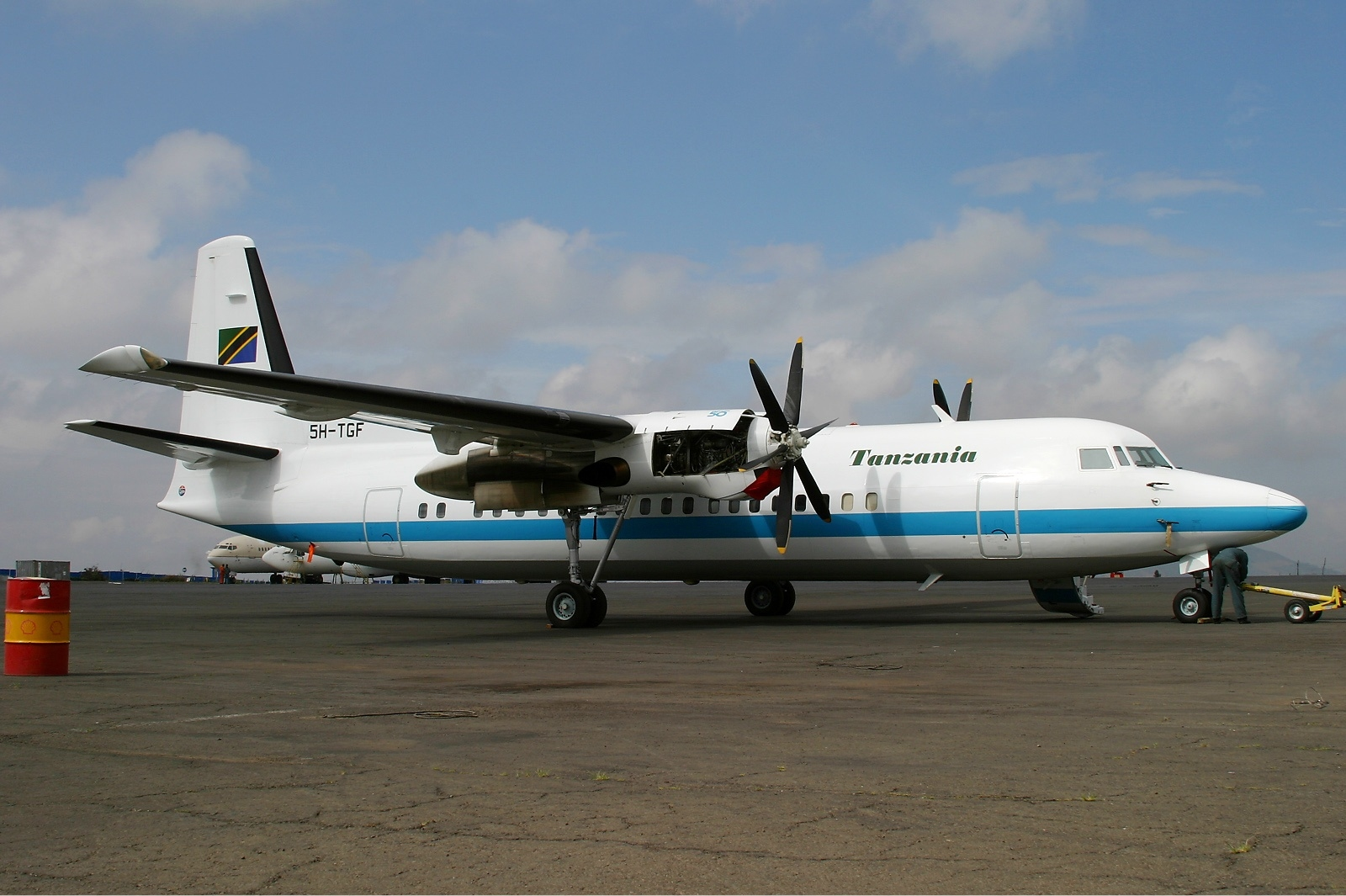
Fokker F50 de transport VIP de l'agence de vols gouvernementaux de Tanzanie.

- Armée de l'air royale néerlandaise ;

 Taïwan
- Force aérienne de la République de Chine - En 1992, la ROCAF a acheté trois avions de transport administratif Fokker 50. Deux d'entre eux sont configurés en cabine exécutive de 28 places, tandis que l'autre est configuré en cabine de 38 places. Les Fokker 50 sont utilisés par l'escadron de transport spécial pour les déplacements des dirigeants et des responsables militaires du pays[6].

 Singapour
- Armée de l’air de Singapour - comme avion de transport et de patrouille maritime ;

 Tanzanie
- Agence de vols gouvernementaux de Tanzanie - comme transport VIP ;

 Thaïlande
- Police royale thaïlandaise.

### Anciens opérateurs de Fokker F50

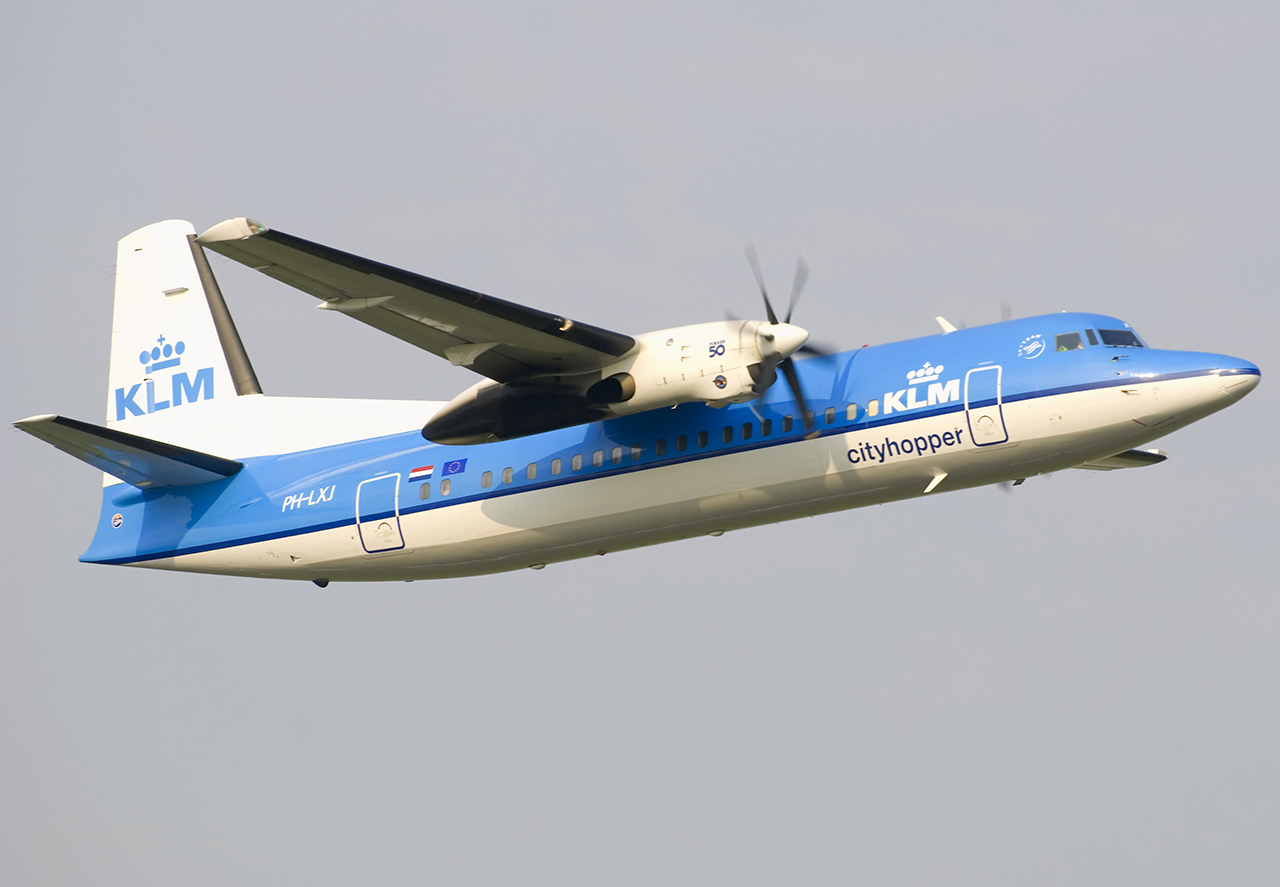
Fokker F50 de la KLM, utilisé pour le transport régional.

| Angola - TAAG Angola Airlines Australie - Airlines of New South Wales - Ansett Australia - Flight West Airlines Autriche - Austrian Airlines/Tyrolean Airways Brésil - Nordeste Linhas Aéreas Regionais (en) - Rio Sul (en) - TAM Airlines Belgique - Vlaamse luchtvaart maatschappij/VLM Colombie - SAM Colombia (en) Estonie - Estonian Air (1996–2003) | Allemagne - Lufthansa CityLine - Contact Air Inde - Rajair Irlande - Aer Lingus Kazakhstan - Air Astana Kenya - Kenya Airways Luxembourg - Luxair Malaisie - Firefly - FlyAsianXpress - Malaysia Airlines - MASwings | Pays-Bas - KLM Cityhopper - KLM uk Nigeria - Virgin Nigeria Airways Norvège - Busy Bee (en) - Norwegian Air Shuttle (2000-2004) Philippines - Philippine Airlines Espagne - Iberia/Air Nostrum Taïwan - Formosa Airlines (en)/Mandarin Airlines Royaume-Uni - Air UK |

#### Opérateurs militaires de Fokker F60
Pérou
- Aviation navale péruvienne - 2 utilisé comme avions de transport et 2 comme avion de patrouille maritime.

#### Anciens opérateurs de Fokker F60

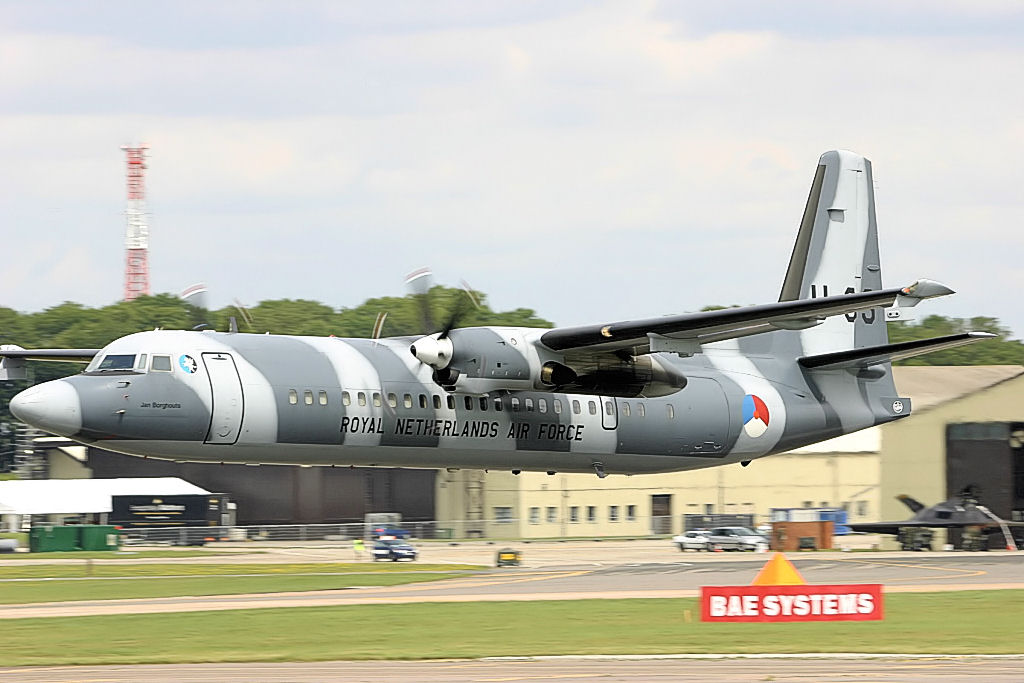
Fokker F60 dans sa livrée de l’armée de l’air royale néerlandaise au RIAT de 2004.

Pays-Bas
- Armée de l'air royale néerlandaise

## Accidents et incidents

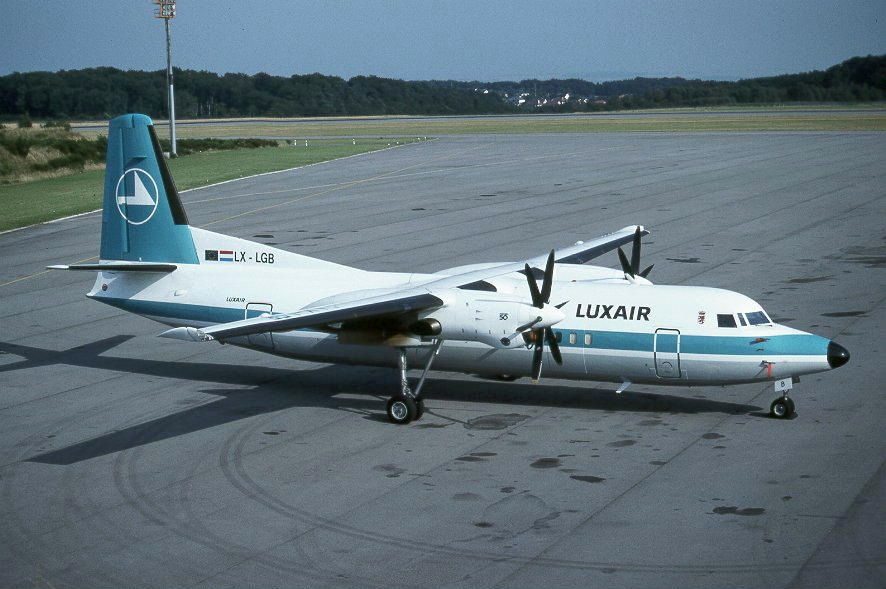
Le Fokker 50 LX-LGB qui assurait le vol Luxair 9642, qui s'écrasa le 6 novembre 2002, non loin de l'aéroport de Luxembourg-Findel, fut la plus grave catastrophe aérienne du grand-duché de Luxembourg et la seule à l'actif de la compagnie Luxair.

- Le 15 septembre 1995, le vol Malaysia Airlines 2133 s’est écrasé durant son approche à Tawau, en Malaisie, à cause d’une erreur de pilotage. 34 personnes sont mortes.

- Le 6 novembre 2002, le vol Luxair 9642, entre l'aéroport de Berlin-Tempelhof, en Allemagne, à l'aéroport de Luxembourg-Findel, au grand-duché de Luxembourg s'écrase dans un champ à Niederanven (à l'est de Luxembourg-Ville), à environ (11 km) du seuil de piste alors qu'il tentait d'atterrir dans le brouillard. 20 des 22 passagers et membres d’équipage ont trouvé la mort.

- Le 10 février 2004, le vol Kish Air 7170 s’est écrasé près de l’aéroport international de Charjah aux Émirats arabes unis. Les 6 membres de l’équipage et 37 des 40 passagers ont été tués.

- Le 15 novembre 2012, un F50 de Skyward International Aviation s’est écrasé à Aweil au Soudan du Sud après que son train d’atterrissage a cédé. L’avion est immédiatement sorti de la piste. Un passager fut légèrement blessé et les 56 autres personnes à bord étaient indemnes. L’avion a été fortement endommagé[1].

- Le 3 mars 2013, un F50 de la Compagnie africaine d'aviation s’est écrasé près de l’aéroport international de Goma en république démocratique du Congo, tuant au moins 6 personnes.

- Le 2 juillet 2014, un F50 cargo s'est écrasé près de l'aéroport de Nairobi au Kenya, tuant au moins 4 personnes[7],[8].

### Développement lié
- Fokker F27
- Fairchild Hiller FH-227

### Aéronefs comparables
- Antonov An-140
- ATR 42 et ATR 72
- CASA CN-235 et CASA C-295
- de Havilland Canada Dash 8
- Embraer EMB 120
- Dornier 328
- Iliouchine Il-114
- Saab 2000 et 340
- Xian MA60/Xian Y-7/Antonov An-24